# Wadim Dmitrijewitsch Miljutin
Wadim Dmitrijewitsch Miljutin (russisch Вадим Дмитриевич Милютин; * 8. April 2002 in Nischnebakanskaja) ist ein russischer Fußballspieler.

## Karriere
Miljutin begann seine Karriere in der Akademija Krasnodar. Zur Saison 2019/20 wechselte er in die Akademie des FK Sotschi. Im Juni 2020 debütierte er bei seinem Kaderdebüt für die Profis in der Premjer-Liga, als er am 23. Spieltag der Saison 2019/20 gegen den FK Rostow in der 55. Minute für Iwan Nowosselzew eingewechselt wurde. Dies blieb sein einziger Saisoneinsatz.